# Palmiro Masciarelli
Palmiro Lorenzo Masciarelli (né le 7 janvier 1953 à Pescara, dans les Abruzzes) est un coureur cycliste italien.

## Biographie
Professionnel de 1976 à 1988, Palmiro Masciarelli a notamment remporté deux étapes du Tour d'Italie. Après sa carrière de coureur, il est devenu dirigeant d'équipes. Depuis 2002, il est à la tête de l'équipe Acqua & Sapone. Ses fils Simone, Andrea et Francesco sont membres de cette formation.

## Palmarès

### Palmarès amateur
- 1972
  - Tour des Abruzzes

- 1975
  - Gran Premio della Liberazione
  - Giro delle Due Province
  - 3e du Gran Premio San Basso

### Palmarès professionnel
- 1978
  - 4e étape de Tirreno-Adriatico
  - 3e du Trofeo Branzi

- 1979
  - 2e du Trophée Pantalica
  - 8e du Tour de Lombardie

- 1980
  - 2e étape du Tour du Trentin
  - 3e du Tour d'Ombrie

- 1981
  - 9e étape du Tour d'Italie
  - 1re étape du Tour de l'Aude
  - 2e du Tour de l'Aude
  - 2e de la Coppa Placci

- 1982
  - GP Cecina
  - GP Montelupo
  - 2e du Trophée Matteotti
  - 2e de la Coppa Bernocchi
  - 6e du Tour des Flandres
  - 6e du Grand Prix du Midi libre

- 1983
  - 10e étape du Tour d'Italie
  - Coppa Bernocchi
  - 3e du Tour de Romagne

- 1984
  - 10e étape du Tour d'Espagne
  - 8e du championnat du monde sur route

- 1985
  - 2e du Tour de la province de Reggio de Calabre
  - 2e du GP Vittoria
  - 2e du Trophée Matteotti

- 1986
  - 3e du Tour d'Ombrie

## Résultats sur les grands tours

### Tour d'Italie
10 participations
- 1978 : 55e
- 1979 : abandon (9e étape)
- 1980 : 46e
- 1981 : 36e, vainqueur de la 9e étape
- 1982 : 23e
- 1983 : 33e, vainqueur de la 10e étape
- 1984 : 27e
- 1985 : 30e
- 1986 : 46e
- 1987 : 110e
- 1988 : abandon (13e étape)

### Tour de France
1 participation
- 1986 : abandon (16e étape)

### Tour d'Espagne
1 participation
- 1984 : 35e, vainqueur de la 10e étape